# Uranospathite
L'uranospathite (simbolo IMA: Ush) è un minerale raro della classe dei "fosfati, arseniati e vanadati" con la composizione chimica Al1–x☐x[(UO2)(PO4)]2(H2O)20+3xF1–3x, 0<x<0,33 (semplificata anche come (Al,☐)(UO2)2F(PO4)2 • 20H2O) ed è chimicamente un fosfato acquoso di alluminio-uranile.

## Etimologia e storia
L'uranospathite fu descritta per la prima volta da Hallimond nel 1915. Il minerale prende il nome dal suo contenuto di uranio e dalla parola greca σπάθη ('spate', spada o lama) per indicare l'habitus cristallino.
Il campione tipo si trova al Museo di storia naturale di Londra.

## Classificazione
Già nell'ormai obsoleta, ma ancora in uso, 8ª edizione della sistematica minerale secondo Strunz, l'uranospathite apparteneva alla classe minerale dei "fosfati, arseniati, vanadati" e lì alla sottoclasse dei "fosfati e vanadati di uranile", dove formava il gruppo senza nome VII/E.04 insieme all'arsenuranospathite.
La 9ª edizione della sistematica minerale di Strunz, valida dal 2001 e utilizzata dall'Associazione Mineralogica Internazionale (IMA), classifica l'uranospathite nella classe "8. Fosfati, arsenati, vanadati" e lì nella sottoclasse "8.E Fosfati e arsenati di uranile"; questa è ulteriormente suddivisa in base al rapporto quantitativo della sostanza del complesso uranile (UO2) e del complesso fosfato, arseniato o vanadato (RO4), in modo che il minerale possa essere trovato nella suddivisione ""8.EB UO2:RO4 = 1:1" in base alla sua composizione, dove insieme all'arsenuranospathite forma il "gruppo dell'uranospathite" con il sistema nº 8.EB.25.
Anche la classificazione dei minerali secondo Dana, che viene utilizzata principalmente nel mondo anglosassone, classifica l'uranospathite nella classe dei "fosfati, arseniati, vanadati" e lì nella sottoclasse dei "fosfati idrogeni, ecc., con ossidrile o alogeno". Qui è l'unico membro del gruppo senza nome 40.02a.22 all'interno della suddivisione "fosfati acquosi ecc., con A2+(B2+)2(XO4) • x(H2O), con (UO2)2+".

## Abito cristallino
L'uranospathite cristallizza nel sistema ortorombico nel gruppo spaziale Pnn2 (gruppo nº 34) con i parametri reticolari a = 30,020 Å, b = 7,008 Å e c = 7,049 Å oltre a due unità di formula per cella unitaria.
Il minerale cristallizza in strati di tipo autunite. Gli ioni alluminio formano complessi ottaedrici isolati con l'acqua cristallina, che si trovano tra gli strati di uranile-fosfato. Gli strati di uranile-fosfato sono composti da tetraedri di fosfato e ottaedri di uranile che condividono gli angoli. Una complessa rete di molecole di acqua cristallina tiene insieme questi strati attraverso legami idrogeno. Un'analisi della struttura del cristallo singolo a raggi X dell'uranospathite ha mostrato un rapporto di occupazione di solo l'86% per gli ioni di alluminio. A causa di questa discrepanza, la spettroscopia a raggi X a dispersione di lunghezza d'onda ha mostrato che nella struttura devono essere presenti anche ioni fluoruro. Tuttavia, a causa della piccola differenza nella distribuzione della densità elettronica tra fluoro (F) e ossigeno (O), questi ioni non possono essere localizzati nell'analisi della struttura monocristallina. Gli autori dello studio presuppongono che una percentuale molto piccola dell'acqua coordinata con l'alluminio sia parzialmente sostituita da ioni fluoruro, per cui, utilizzando il principio di elettroneutralità, risulta la seguente formula molecolare:
- {\displaystyle \mathrm {Al_{1-x}\Box _{x}[(UO_{2})(PO_{4})]_{2}(H_{2}O)_{20+3x}F_{1-3x}\,\,\,\,\,0<x<0,33} }[2]

## Proprietà
Il minerale è radioattivo a causa del suo contenuto di uranio fino al 42,12%. Tenendo conto delle proporzioni degli elementi radioattivi nella formula molecolare idealizzata e dei successivi decadimenti della serie di decadimento naturale, per il minerale viene data un'attività specifica di circa 75,4 kBq/g (per confronto, il potassio naturale ha un'attività specifica pari a 0,0312 kBq/g). Il valore indicato può variare in modo significativo a seconda del contenuto di minerali e della composizione degli stadi, ed è anche possibile l'arricchimento selettivo o l'arricchimento dei prodotti di decadimento radioattivo e modifica l'attività.
In ambienti asciutti, l'uranospathite si disidrata in sabugalite a temperatura ambiente.
Sotto la luce ultravioletta a onde lunghe, l'uranospathite mostra una fluorescenza giallo-verde.

## Origine e giacitura
L'uranospathite si forma come minerale secondario nella zona di ossidazione dei depositi di uranio. Si trova di solito associata a bassetite.
Ci sono solo pochi siti di uranospathite nel mondo. In Inghilterra, è conosciuta solo nella sua località tipo, le miniere di Basset (in Cornovaglia). Dalla Germania, l'uranospathite è conosciuta solo dalla cava di Krunkelbach vicino a Menzenschwand e dalla miniera "Weißer Hirsch" vicino a Neustädtel. In Svizzera, è stato rinvenuto a Salvan nel Canton Vallese. Gli altri siti noti sono la miniera di Radium Hill in Australia, Xiushui in Cina, Jáchymov nella Repubblica Ceca, nella regione del Limosino in Francia, Montescheno in Italia, Beaufort West in Sudafrica, a Badajoz e Cáceres in Spagna e nella Paradox Valley negli Stati Uniti.

## Forma in cui si presenta in natura
L'uranospathite sviluppa spesso cristalli simili a listelli, dal verde pallido al giallo, il suo striscio è bianco-giallino.